# Uncle Frank
Uncle Frank é um filme de comédia dramática americano de 2020 escrito, dirigido e co-produzido por Alan Ball. O filme é estrelado por Paul Bettany e Sophia Lillis. Ambientado na década de 1970, Tio Frank é um filme de estrada sobre um homem gay que enfrenta seu passado.
Teve sua estreia mundial no Sundance Film Festival em 25 de janeiro de 2020. O filme foi lançado em 25 de novembro de 2020, pela Amazon Studios.

## Enredo
Em 1973, Beth Bledsoe de 18 anos muda-se de sua casa em Creekville, Carolina do Sul, para estudar na cidade de Nova York. Seu tio Frank Bledsoe é professor na faculdade e é o parente de quem ela se sente mais próxima, já que ele é mais refinado e atencioso do que o resto da família. No entanto, quando ela aparece sem avisar em uma festa no apartamento de Frank com um garoto de quem ela gosta, ela descobre que Frank é secretamente gay e mora com um homem chamado Walid ("Wally") há mais de dez anos. Frank rejeita o avanço do menino com quem Beth veio, depois cuida de Beth quando ela fica muito bêbada. Ele implora a ela para não contar a ninguém mais na família seu segredo, e ela concorda.
No dia seguinte, o avô de Beth e o pai de Frank, Daddy Mac, morre de um ataque cardíaco repentino. Frank concorda em levar Beth de volta à Carolina do Sul para o funeral. Wally pede para vir e conhecer a família de Frank, mas Frank se recusa, ainda não está pronto para revelar a verdade a eles. No entanto, Wally aluga um carro e os segue quase todo o caminho até lá; quando Frank o pega, ele concorda em deixá-lo vir, mas fica em um motel durante o funeral, com medo do que os habitantes locais possam fazer se descobrirem seu verdadeiro relacionamento.
Ao longo de sua jornada, Frank tem flashbacks de sua adolescência e de um relacionamento sexual que teve com outro garoto chamado Samuel; seu pai os pegou na cama e chamou Frank de abominação contra Deus. Para lidar com essas memórias, Frank começa a beber secretamente; ele pede a Beth que não conte a Wally, pois Frank é um alcoólatra em recuperação.
Beth e Frank chegam em casa para assistir ao funeral. Ao ler o testamento, Frank descobre que foi cortado de sua herança, e o testamento expõe a homossexualidade de Frank à família. Um Frank emocional foge, afastando-se erraticamente enquanto bebe muito. Em pânico, Beth corre para informar Wally, que os leva até o lago próximo, onde ele suspeita que Frank foi. Um flashback final revela que Frank disse a Samuel que eles não podiam ficar juntos, pois isso desagradou a Deus, e Samuel se afogou no lago pouco depois. Wally e Beth encontram as roupas de Frank em um cais perto da água, mas Frank não está em lugar nenhum.
Wally e Beth voltam para o motel, onde Wally chora pela suposta morte de Frank. No entanto, um Frank bêbado retorna, alegando que ele acabou de dar um mergulho. Uma discussão segue quando Wally confronta Frank por sua bebida; Frank dá um soco em Wally e o chama de bicha antes de fugir novamente. Mais tarde, eles se reconciliam no túmulo de Samuel quando Frank expressa culpa por sua morte. Frank lamenta não ter mais família; Wally o reafirma que ele é a família de Frank. Depois de um discurso apaixonado de Beth, Frank concorda em deixar Wally conhecer sua família. Embora o cunhado de Frank seja incapaz de aceitar moralmente a verdade, seus irmãos e sua mãe não têm problemas com isso e recebem Wally calorosamente.

## Elenco
- Paul Bettany como Frank Bledsoe
  - Cole Doman como Frank Bledsoe (jovem)
- Sophia Lillis como Beth Bledsoe
- Peter Macdissi como Walid "Wally" Nadeem
- Steve Zahn como Mike Bledsoe
- Judy Greer como Kitty Bledsoe
- Margo Martindale como Mammaw Bledsoe
- Stephen Root como Pai Mac
- Lois Smith como Tia Butch
- Jane McNeil como Neva
- Caity Brewer como Marsha
- Michael Perez como Sam Lassiter
- Zach Strum como Tee Dub

## Lançamento
O filme teve sua estreia mundial no Festival de Cinema de Sundance em 25 de janeiro de 2020. Pouco depois, a Amazon Studios adquiriu os direitos de distribuição do filme. Foi lançado em 25 de novembro de 2020.

## Prêmios e recepção
Uncle Frank foi exibido no Festival de Cinema Americano de Deauville de 2020, onde ganhou o Prêmio Público. No agregador de crítica Rotten Tomatoes, o filme tem uma classificação de 78% com base em 111 resenhas, com uma classificação média de 6.9/10. O consenso dos críticos do site diz: "Uncle Frank encontra o roteirista e diretor Alan Ball ainda desvendando a dinâmica da família americana moderna, auxiliado pelo trabalho notável de Paul Bettany e Sophia Lillis." O Metacritic relata uma pontuação de 58 em 100, com base em 21 análises críticas, indicando "análises mistas ou médias".